# Techno Viking
Techno Viking, ou ainda Technoviking, é um fenômeno da internet ou meme baseado em um vídeo da Fuckparade 2000 em Berlim, Alemanha.
Em 2015, após uma arrecadação de dinheiro lograda através de uma campanha de crowdfunding, foi lançado um documentário sobre o caso, "The Story of Technoviking", de Matthias Fritsch.

## Resumo
O vídeo de quatro minutos filmado pelo videoartista experimental Matthias Fritsch na Fuckparade em 8 de julho de 2000 começa com o título "Kneecam No. 1". A câmera está em um grupo de pessoas dançando com uma mulher de cabelos azuis na frente. Um homem entra em cena agarrando a mulher. Um homem sem camisa (que mais tarde tornaria-se conhecido coloquialmente como Techno Viking), que lembra muito os vikings retratados em filmes, usando um pingente Mjölnir entra em cena enquanto se vira para aquele homem. Ele o agarra pelos braços e a câmera segue, mostrando o confronto. O homem de peito nu empurra o cara de volta na direção que ele veio. Ele olha para ele severamente e então aponta o dedo para ele, garantindo que ele se comporte. Em seguida, a câmera segue o homem de peito nu enquanto o desfile techno continua. Outro observador vem do fundo da cena oferecendo a ele uma garrafa d'água invertida. À medida que a situação se acalma, o homem de peito nu começa a dançar pela Rosenthaler Straße ( 52°31′33.8″N 13°24′13.2″E ) ao som de uma música techno.

## Recepção e liberação
Fritsch carregou o vídeo na internet em 2001. Fritsch pretendia levantar questões sobre se a ação era real ou encenada. Em 2006, um usuário desconhecido o republicou no YouTube e se tornou viral em 2007. De acordo com Fritsch, sua popularidade começou em um site pornográfico da América Central. Depois de ser postado no Break.com , atingiu o pico em 28 de setembro com mais de 1 milhão de visualizações por dia e foi assistido por mais de 10 milhões de pessoas ao longo de 6 meses. Mais de 700 respostas e versões editadas foram postadas. Foi o clipe nº 1 no episódio da terceira série de Rude TubeBebida e Drogas. Mathew Cullen e Weezer queriam incluir Techno Viking em sua compilação de memes da Internet para o videoclipe "Pork and Beans", mas não conseguiram. Techno Viking também foi renderizado em óleos como parte de uma série de memes da internet. Em meados de 2010, o vídeo gerou mais de 20 milhões de acessos apenas no YouTube; em janeiro de 2013 , a versão original tinha mais de 16 milhões de visualizações. Fritsch montou uma instalação e o Techno Viking Archive online "para pesquisar as estratégias da prática participativa nas redes sociais digitais" e apresentou palestras sobre a recepção do vídeo. Seu projeto Music from the Masses foi sugerido pela experiência Techno Viking: explora a colaboração na web, fornecendo filmes mudos para artistas fornecerem trilhas sonoras. Em resposta à ação legal do homem apresentado no vídeo, o acesso ao próprio vídeo Techno Viking foi restrito e as anotações no YouTube bloqueadas desde o final de 2009.

## Identidade e Processo
Fritsch não sabia o nome do homem no momento das filmagens.< A man who appeared in the 2009 "Bodybuilding" broadcast of the German television show segment Raab in Gefahr Um homem que apareceu na transmissão "Bodybuilding" de 2009 do segmento do programa de televisão alemão Raab em Gefahr foi considerado Techno Viking em um upload do YouTube. Em 2008, os fãs afirmaram que o lutador de MMA Keith Jardine era o Techno Viking. O advogado do Techno Viking afirma que seu cliente nunca foi uma figura pública e que ele não queria se tornar uma.
O processo judicial do homem não identificado contra Fritsch relativo à violação dos direitos da personalidade abriu em Berlim em 17 de janeiro de 2013. Em junho, foi tomada uma decisão para o autor e Fritsch foi condenado a pagar ao homem € 13.000 danos, quase tudo o que ele ganhou com anúncios no YouTube e vendas de mercadorias Techno Viking, mais € 10.000 em custas judiciais e para interromper a publicação de sua imagem.